# Ancien palais de justice de Bruxelles
L'ancien palais de justice de Bruxelles, fut construit à l'époque du royaume uni des Pays-Bas de 1818 à 1823 par l'architecte français François Verly.

## Description

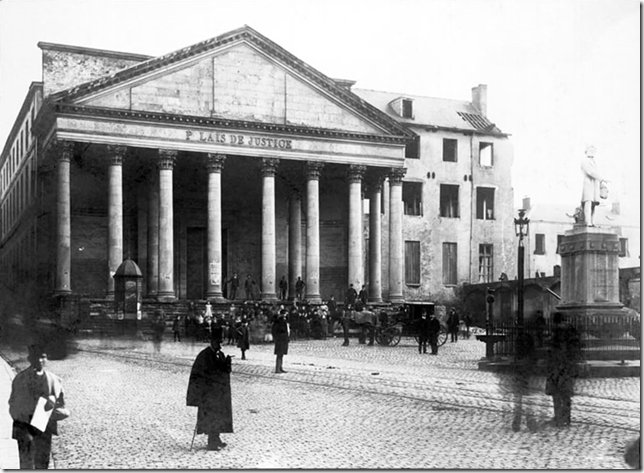
Ancien palais de justice de Bruxelles

Construit sur l'emplacement de l'église du premier collège jésuite de Bruxelles, ce bâtiment de style néoclassique, orné d'un fronton et d'un péristyle à l'antique, se trouvait sur la place du Palais (aujourd'hui place de la Justice), entre la rue de l’Empereur (aujourd'hui boulevard de l'Empereur) et la rue d'Or. Face à lui, à gauche, partait la rue de Ruysbroeck. Sur le portique d’entrée, situé sous le fronton, on pouvait lire, écrit en larges lettres : 
Après l'indépendance de la Belgique, on changea en 1831 cette inscription rappelant Guillaume Ier en un très sobre Palais de Justice.

## Vers un nouveau palais de justice
Le bâtiment devient rapidement trop exigu et l'idée germe de le remplacer par un édifice plus adapté et plus majestueux.
Divers projets sont envisagés, le premier consiste en une reconstruction au même endroit mais meurt dans l'œuf, tout comme celui d'en construire un au Quartier Léopold. Un autre projet[Lequel ?] voit le jour en 1846-1847, mais est également abandonné. Enfin en 1858 l'idée du ministre de la justice Victor Tesch de construire un palais de justice dans le parc de l' hôtel de Merode surplombant les Marolles prend corps. 
Après un concours en 1860 où aucun projet n'est retenu, Victor Tesch choisit en 1861 Joseph Poelaert comme architecte et maître d'œuvre du nouveau palais de justice et la première pierre en est posée le 31 octobre 1866. Le palais de justice est inauguré le 15 octobre 1883, après la mort de l'architecte Joseph Poelaert, en présence du roi Léopold II qui toutefois ne s'était pas mêlé à l'édification de cet édifice.

## Le devenir de la place
Le 26 septembre 1874 est érigée place de la Justice, une statue d'Alexandre Gendebien, membre du gouvernement provisoire de Belgique.
Quant à l'ancien palais de justice, il est détruit en 1892, et la statue qui trônait en son front quitte l'endroit en 1956 lors des travaux de la jonction ferroviaire Nord-Midi. Quelques maisons, commerces et cafés sont démolis et un viaduc routier est construit sur le bas de la place. Les bâtiments de la Bibliothèque royale de Belgique jouxtent un côté de la place.
En 2009, la place de la Justice est réaménagée et une installation de l'artiste français Daniel Buren consistant en 89 mâts-drapeaux de couleur jaune et bleu est disposée de part et d'autre du viaduc.